# US Catanzaro 1929
US Catanzaro 1929 is een Italiaanse voetbalclub uit Catanzaro, in de regio Calabrië.

## Geschiedenis
De club werd in 1929 opgericht als Catanzarese en nam in 1946 kort na de Tweede Wereldoorlog de naam to Unione Sportiva Catanzaro aan. In 1959 promoveerde de club naar de Serie B en in 1966 bereikte de club de finale van de Coppa Italia en verloor daar van AC Fiorentina.
In 1971 won de club de play-offs tegen AS Bari en promoveerde zo voor het eerst naar de Serie A. Het hele seizoen was een gevecht tegen degradatie, dat verloren werd. Nadat de terugkeer in 1975 mislukte, promoveerde de club in 1976 terug maar kon zich ook nu niet handhaven.
De derde promotie in 1978 luidde het gouden tijdperk van de club in met vijf opeenvolgende seizoenen in de Serie A. In 1979 werd de club negende. Het volgende seizoen werden ze 14de en normaliter zouden ze degraderen maar door gedwongen degradaties van AC Milan en Lazio Roma konden ze blijven. Na een achtste en zevende plaats in de volgende twee seizoenen volgde een onverwachte degradatie in 1983.
In de volgende jaren ging de club op en neer tussen Serie B en Serie C1. In 1988 kwam de club dicht bij promotie met een vijfde plaats. Na twee opeenvolgende degradaties in 1990 en 1991 belandde de club in de Serie C2 waar de club tot 2003 verbleef. Na twee opeenvolgende promoties keerde Catanzaro in 2004 terug naar de Serie B. De club werd laatste maar door de uitsluiting van Genoa CFC, AC Venezia, Salernitana Sport en AC Perugia mocht de club blijven. Het was slechts uitstel van executie, want in 2005/06 werd de club opnieuw laatste. Door financiële problemen werd de club opgeheven. Een nieuwe club werd opgericht onder de naam FC Catanzaro en startte in de Serie C2 in het seizoen 2006/07.

## Eindklasseringen
| Seizoen | Competitie                          | Niveau | Eindstand | Coppa Italia | Opmerking                                    |
| ------- | ----------------------------------- | ------ | --------- | ------------ | -------------------------------------------- |
| 2000/01 | Serie C2 Girone C                   | IV     | 4         | --           | Finale promotieserie > Sora Calcio (1-3)     |
| 2001/02 | Serie C2 Girone C                   | IV     | 6         | --           |                                              |
| 2002/03 | Serie C2 Girone C                   | IV     | 3         | --           | Finale promotieserie > Acireale Calcio (0-2) |
| 2003/04 | Serie C1 Girone B                   | III    | 1         | --           |                                              |
| 2004/05 | Serie B                             | II     | 21        | 3e groep 7   |                                              |
| 2005/06 | Serie B                             | II     | 22        | 2e ronde     | Failliet; Naamswijziging in FC Catanzaro     |
| 2006/07 | Serie C2 Girone C                   | IV     | 9         | --           |                                              |
| 2007/08 | Serie C2 Girone C                   | IV     | 10        | --           |                                              |
| 2008/09 | Lega Pro Seconda Divisione Girone C | IV     | 3         | --           | halve finale promotieserie                   |
| 2009/10 | Lega Pro Seconda Divisione Girone C | IV     | 2         | --           | Finale promotieserie > Cisco Roma (4-6)      |
| 2010/11 | Lega Pro Seconda Divisione Girone B | IV     | 2         | 1e ronde     | Failliet; Naamswijziging in Catanzaro Calcio |
| 2011/12 | Lega Pro Seconda Divisione Girone B | IV     | 2         | 1e ronde     |                                              |
| 2012/13 | Lega Pro Prima Divisione Girone B   | III    | 10        | 1e ronde     |                                              |
| 2013/14 | Lega Pro Prima Divisione Girone B   | III    | 4         | --           | kwartfinale promotieserie                    |
| 2014/15 | Lega Pro Girone C                   | III    | 8         | 2e ronde     |                                              |
| 2015/16 | Lega Pro Girone C                   | III    | 11        | 1e ronde     |                                              |
| 2016/17 | Lega Pro Girone C                   | III    | 18        | --           | winnaar play-out > US Vibonese Calcio (4-3)  |
| 2017/18 | Serie C Girone C                    | III    | 13        | --           | Naamswijziging in US Catanzaro               |
| 2018/19 | Serie C Girone C                    | III    | 3         | --           | kwartfinale promotieserie                    |
| 2019/20 | Serie C Girone C                    | III    | 7         | 2e ronde     | 2e ronde promotieserie                       |
| 2020/21 | Serie C Girone C                    | III    | 2         | 2e ronde     | kwartfinale promotieserie                    |
| 2021/22 | Serie C Girone C                    | III    | 2         | 1e ronde     | halve finale promotieserie                   |
| 2022/23 | Serie C Girone C                    | III    | 1         | voorronde    | Ligatopscorer: Pietro Iemmello (28)          |
| 2023/24 | Serie B                             | II     | 5         | 1e ronde     | halve finale promotieserie                   |
| 2024/25 | Serie B                             | II     | 6         | 1e ronde     | halve finale promotieserie                   |
| 2025/26 | Serie B                             | II     | .         | 1e ronde     |                                              |

## Bekende (oud-)spelers
- Edi Bivi
- Gianni Improta
- Gianni Bui
- Diomansy Kamara
- Massimo Mauro
- Massimo Palanca
- Claudio Ranieri
- Giorgio Corona
- Andy Selva